# Parastesilea latefasciata
Parastesilea latefasciata là một loài bọ cánh cứng trong họ Cerambycidae.